# Esterilización (economía)
En macroeconomía se entiende por esterilización al conjunto de operaciones de mercado abierto realizadas por el banco central de un país, cuyo objetivo es neutralizar los impactos asociados a los movimientos internacionales de divisas sobre la oferta monetaria.
Las esterilizaciones más comunes se utilizan en el contexto de un banco central que lleva a cabo acciones para protegerse de los posibles efectos perjudiciales en la entrada de flujos de capital, como la apreciación de la moneda, la pérdida de competitividad en las exportaciones y la inflación. De manera más general puede referirse a cualquier forma de política monetaria que procura dejar la oferta de dinero doméstica inalterada ante choques u otros cambios, incluyendo salidas de capital.

## Ejemplo
Suponga que la moneda de un país se deprecia. Para evitar esto, el banco central de este país podría decidir intervenir en el mercado de divisas interno. Para sostener el valor de la moneda de la nación el banco central puede recurrir a crear una demanda artificial de su moneda. Esto lo puede hacer mediante el uso de algunas de sus reservas de divisas extranjeras para comprar moneda local. La demanda resultante detiene la depreciación de la moneda, pero crea un déficit de balanza de pagos, debido a que el tipo de cambio tiende a ser más favorable para los importadores que para los exportadores. Este déficit de balanza de pagos envía el dinero hacia el extranjero, disminuyendo la cantidad de liquidez (la cantidad de moneda local por parte de los bancos, entidades de crédito, empresas, particulares, etc.). Por lo tanto, para compensar este resultado negativo el banco central puede participar en las operaciones de mercado abierto suministrando liquidez en el sistema (mediante la compra de bonos locales denominados en moneda local como forma de pago), con lo que se "esteriliza" el efecto negativo de su intervención cambiaria.